# مساوي (الدوادمي)
مساوي، هي قرية من فئة (ب) تقع في محافظة الدوادمي، والتابعة لمنطقة الرياض في السعودية. وتبعد مساوي عن محافظة الدوادمي بمسافة تقارب () كم.